# Aszen Ilona nikaiai császárné
Aszen Ilona (1224/25/26 – 1254 körül), görögül: Έλενα Ασάν, bolgárul: Елена Асенина, bolgár királyi hercegnő, nikaiai (bizánci) (társ)császárné. Az Aszen-házból származott. Laszkarisz Mária magyar királyné és IV. Béla magyar király unokahúga és II. András magyar király és Meráni Gertúd unokája.

## Élete
Édesapja II. Iván Aszen bolgár cár, édesanyja Árpád-házi Mária magyar királyi hercegnő, II. András magyar király és Meráni Gertúd lánya.
I. Róbert konstantinápolyi latin császár halála (1228) után az öccse, a kiskorú II. Baldvin kormányzótársául néhány országnagy Ilona apját, II. Iván Aszent szerette volna látni a Konstantinápolyi Latin Császárság régenseként és felmerült a cár Árpád-házi Anna Máriától született lányának, Ilonának a házasságkötése a fiatal császárral. Végül ez a terv kútba esett, és Brienne-i János jeruzsálemi királyt választották társcsászárrá 1231-ben, így az ő Mária nevű lányát vette feleségül végül II. Baldvin. Miután ez a szövetség nem jött létre, II. Iván Aszen a nikaiai császárhoz, III. (Vatatzész) Jánoshoz közeledett, és Ilona hercegnőt eljegyezte a nikaiai trónörökössel, Theodórosszal.

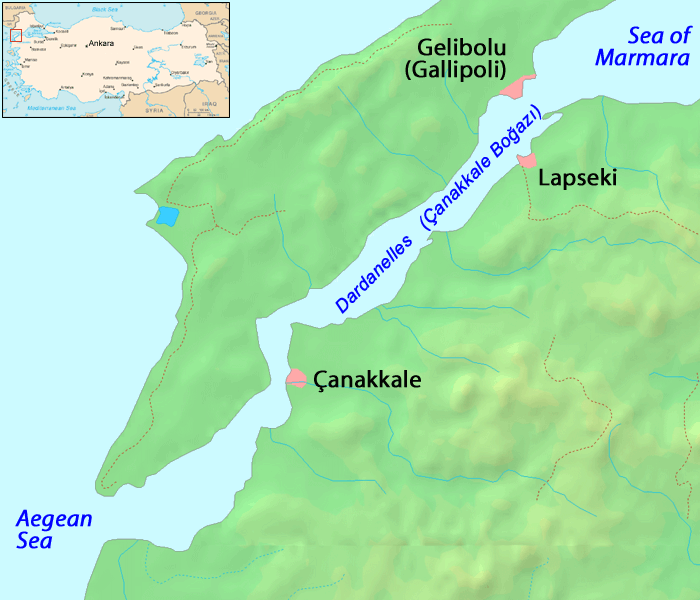
Gallipoli (Gelibolu) és Lampszakosz (Lapseki)

Ez a házasságkötés már valóban létrejött 1235-ben, mikor a két uralkodó a feleségeik, Laszkarina Irén nikaiai császárné és Anna Mária bolgár cárné jelenlétében, mikor a szövetség eredményeként meghódították Gallipolit, itt találkoztak, és Gallipoli városával átellenben, a Dardanellák partján fekvő Lampszakosz városában összekötötték gyermekeik, Theodórosz herceg és Ilona hercegnő sorsát. 1237-ben azonban a szövetségesek összekülönböztek, és a cár visszakövetelte a lányát. A Drinápolyban időző cár elválasztotta lányát a nikaiai kíséretétől, és a síró hercegnőt a bolgár fővárosba, Tirnovóba küldte. Ekkor érkezett a hír, hogy Anna Mária cárné és kisebbik fia a szülést követően meghalt. A cár ebben a sors kezét, Isten akaratát látta, a haragja megenyhült, és lányát visszaküldte a nikaiai udvarba a férjéhez, akit az apja, III. (Vatetzész) Ióannész 1241-ben társcsászárává tett, így Ilona ekkor automatikusan megkapta a császárnéi címet. Ekkor még Ilona volt Nikaia első asszonya, és egyedüli császárnéja, hiszen anyósa, Laszkarisz Irén vagy ebben az évben vagy már 1239-ben meghalt, és apósa csak 1244-ben vette feleségül Hohenstaufen Annát.
Ilona császárné apósa 1254. október 30-án vagy november 3-án, esetleg 4-én elhunyt, és a férjét ekkor egyeduralkodóvá kiáltották ki, de mivel Ilona halálának az időpontja kérdéses, nem tudni, hogy megérte-e ezt az időpontot, vagy már korábban meghalt, azonban 1254 után már biztosan nem élt. Feltehetőleg édesanyjához hasonlóan gyermekszülést követően vesztette életét.

## Gyermekei
- Férjétől, II. (Vatetzész) Theodórosz (1221/22–1258) nikaiai császártól, 5 gyermek:
  - Irén (–1269/70), férje I. Konstantin bolgár cár (–1277), 1 leány
  - Mária (–1258/59), férje I. (Angelosz) Niképhorosz  (1240 körül–1296/98) eoiruszi despota, 1 leány (?)
  - János (1250–1305 körül), IV. János néven 1258-tól 1261-ig nikaiai császár, trónfosztották, megvakították és bebörtönözték, nem nősült meg, gyermekei nem születtek, szerzetesként hunyt el
  - Teodóra (–1264/73 után), 1. férje Matthieu de Mons (–1264 előtt), Veligosti bárója Moreában, 2. férje Jakov Szvetoszláv bolgár cár (1210/20–1275/77), nem születtek gyermekei
  - Eudokia (1254 körül–1295), Ventimiglia Vilmos Péter (–1278), Tenda ura, 1 fiú, 2. férje (I.) Arnaud Roger de Comminges (–1288), Pailhars grófja, utódok